# Li Shaogeng
Li Shaogeng (李紹庚, 1896- ?) est un homme politique chinois qui fut membre du gouvernement de l'État du Mandchoukouo.

## Biographie
Natif du Liaoning, Li est diplômé du lycée de commerce de Harbin. Il sert ensuite dans le gouvernement local, et à différents postes dans la clique du Fengtian de Zhang Zuolin. Il est l'envoyé de la Mandchourie à Vladivostok de mars à septembre 1927. En 1931, il devient directeur du chemin de fer de l'Est chinois.
Après l'établissement du Mandchoukouo, Li continue à travailler pour le chemin de fer de l'Est chinois, gravissant les échelons pour devenir président du conseil de direction puis président de la compagnie. En mars 1935, il accepte le poste de ministre des Transports de l'empire du Mandchoukouo jusqu'en décembre 1942. De septembre 1942 à avril 1944, Li est également ministre des Affaires étrangères. En août 1945, il est nommé envoyé auprès du gouvernement national réorganisé de la République de Chine.
Après l'invasion soviétique de la Mandchourie, Li se cache et son destin reste inconnu.